# Гран-Канария Арена
Гран-Канария Арена (исп. Gran Canaria Arena), первоначально известная как Паласио Мультьюсос де Гран-Канария (исп. Palacio Multiusos de Gran Canaria),, — крытая спортивная арена, расположенная в Лас-Пальмасе-де-Гран-Канария (Испания). Арена, открытая в 2014 году при участии председателя правительства Испании Мариано Рахоя, имеет вместимость в 9 865 зрителей и служит домашней площадкой баскетбольного клуба «Гран-Канария».
Первая игра на Гран-Канарии Арена состоялась в рамках 28-го тура чемпионата Испании по баскетболу сезона 2013/14 между клубами «Гран-Канария» и «Барселона», 1 мая 2014 года.
Гран-Канария Арена вошла в число шести площадок, принимающих матчи Чемпионата мира по баскетболу 2014 года, также на ней пройдут решающие встречи Кубка Испании по баскетболу в 2015 году.